# Waterlow-Skala
Die Waterlow-Skala ist ein von der englischen Pflegewissenschaftlerin Judy Waterlow im Jahre 1985 entwickeltes Pflegeassessmentinstrument zur Beurteilung des Dekubitusrisikos. Die Skala stellt, wie die Braden- und die Medley-Skala, eine Weiterentwicklung der Norton-Skala dar. Sie umfasst die Beurteilung des Hauttyps, beziehungsweise der optisch feststellbaren Risikobereiche, das Geschlecht, Alter, den Körperbau und das Gewicht im Verhältnis zur Größe des Pflegebedürftigen, besondere Risikofaktoren, die Mobilität, Medikation vorangegangene größere chirurgische Eingriffe, den Appetit, die Kontinenz und eventuelle neurologische Defizite. Die einzelnen Kategorien werden unterschiedlich bewertet, der Arbeitsaufwand ist dadurch etwas höher als bei anderen Dekubitusrisikoskalen. Die Skala ist vor allem in Großbritannien verbreitet und eignet sich besonders für die Beurteilung des Dekubitusrisikos für Patienten im Akutkrankenhaus.